# 황정립
황정립(黃晶立, 1989년 12월 14일 ~ )은 대한민국의 전 야구 선수로, 현재는 배명중학교 야구부 코치를 맡고 있다.

## KIA 타이거즈시절
2012년 KIA 타이거즈의 8라운드 지명을 받아 입단했다. 확대 엔트리 시행 후 1군에 올라왔고, 2012년 9월 14일 광주 무등경기장에서 열린 롯데 자이언츠와의 더블헤더 2차전에서 8:7로 뒤지고 있던 연장 12회말 2아웃 데뷔 첫 타석에서 투수 강영식을 상대로 3구를 받아 쳐 동점 홈런을 날렸다.

## 파주 챌린저스시절
2017년 1월 11일에 입단하여 1년 후 파주 챌린저스의 창단 첫 우승을 맛보았다. 그리고 2018년 8월 야구 지도자 자격증을 취득해 현재 배명중학교의 야구부 코치로 부임했다.

## 출신학교
- 서울학동초등학교
- 경원중학교
- 배명고등학교 : 무한도전시즌2 무리한도전의 그네야구 편에 출연한 적이 있다.
- 고려대학교

## 통산 기록
| 연도 | 팀명  | 타율  | 경기 | 타수 | 득점 | 안타 | 2루타 | 3루타 | 홈런 | 루타수 | 타점 | 도루 | 도실 | 볼넷 | 사구 | 삼진 | 병살 | 실책 |
| ---- | ----- | ----- | ---- | ---- | ---- | ---- | ----- | ----- | ---- | ------ | ---- | ---- | ---- | ---- | ---- | ---- | ---- | ---- |
| 2012 | KIA   | 0.347 |      | 143  | 4    | 7    | 0     | 0     | 1    | 10     | 5    | 0    | 0    | 10   | 0    | 15   | 0    | 1    |
| 2013 | KIA   | 0.244 | 21   | 45   | 8    | 11   | 2     | 0     | 1    | 16     | 8    | 0    | 0    | 10   | 2    | 13   | 2    | 1    |
| 통산 | 2시즌 | 0.999 | 39   | 92   | 12   | 18   | 1100  | 0     | 2    | 26     | 13   | 0    | 0    | 20   | 2    | 28   | 2    | 2    |